# HE1327-2326
HE 1327-2326은 현재까지 발견된 별 중에서 가장 중원소 함량(태양의 1/200,000)이 낮은 별이다. 이 별은 항성종족 II에 속하며, 그 수치는 -5.4 ~ -5.6이다. 이 별의 중원소함량 수치는 태양의 30만 분의 1에 불과하다. 그러나 탄소의 수치는 [C/H] = -1.0으로, 아직 확실하게 밝혀지지는 않았다. 이 별은 유럽 남방 천문대가 발견하였으며, 항성종족 III의 별이 죽고 나서 남은 곳에서 바로 생겨났을 것으로 추측된다. 나이는 136억 년 정도로 추정된다.

## 같이 보기
- HE0107-5240
- HE1523-0901